# Eskilstuna
Eskilstuna [ˈɛskilstʉːna]ⓘ una ciudad en Suecia, localizada a 120 kilómetros al oeste de Estocolmo, a orillas del río Eskilstunaån (también Torshällan ån o Hyndvadsån ) que conecta los lagos Hjälmaren y Mälaren. Obtuvo estatus de ciudad en 1659 y tiene hoy 60.000 habitantes. La municipalidad de Eskilstuna, junto con Torshälla, tiene 91.000 habitantes. Eskilstuna es la nueva frontera occidental de la región metropolitana de Estocolmo.

## Historia
La historia de Eskilstuna se inicia en tiempos medievales cuando un monje inglés Eskil llegó al pueblo de Tuna para propagar el cristianismo y allí estableció su diócesis donde levantó su monasterio.
Los privilegios de ciudad fueron aprobados en 1659.
La ciudad se expandió durante la revolución industrial y llegó a ser una de las ciudades industriales más importante de Suecia con el sobrenombre de "La ciudad de hierro". Es por ello que el escudo de la ciudad lleve una figura de un trabajador del hierro. 
Hoy Eskilstuna sigue siendo una ciudad industrial de importancia donde se encuentran compañías como Volvo y Assa La universidad de Mälardalen ("Mälardalens Högskola). 
La ciudad tiene también un zoológico famoso por sus tigres blancos y un parque de diversión, Parken Zoo.

## Deporte
Los clubes deportivos con más éxito de la ciudad son el Smederna Speedway club de carreras de motos, que tuvo que retirarse de las dos mejores ligas a la bancarrota en 2009, y la todavía muy exitosa Guif club de balonmano, que se mantiene en la primera división. Eskilstuna es la sede del EFK (Eskilstuna Flygklubb), el mayor planeador de Suecia un club de vuelo que fue sede de los Campeonatos del Mundo de Vuelo a Vela en 2006. El estadio de Tunavallen fue sede de la Copa Mundial de la FIFA 1958, recibiendo un partido entre Paraguay y Yugoslavia. 
El estadio se ha utilizado para varios juegos de práctica para los equipos nacionales de la juventud sueca. Los clubes deportivos que utilizan el estadio Tunavallen incluyen el Eskilstuna City FK y IFK Eskilstuna. El Eskilstuna Södra FF se basa en Skogsängens IP y BK Sport se basa en Ekhagen.

## Transporte
Eskilstuna pose la línea de ferrocarril entre Estocolmo y Orebro. La ruta europea E20 pasa la ciudad. La ciudad cuenta con un aeropuerto, a 13 km (8 millas) al este del centro.

## Cooperación Europea
Eskilstuna es una ciudad miembro de la red Eurotowns.

## Ciudadanos ilustres

### Nacidos en Eskilstuna
- Daniel Gildenlöw músico sueco.
- Kennet Andersson futbolista sueco
- Yvonne Ryding, Miss Universo 1984
- Uno Sanli practicante de taekwondo sueco.
- Mika Karppinen músico finés.

### Residentes en Eskilstuna
- Anni-Frid Lyngstad cantante sueca, exintegrante de ABBA

### Bandas musicales originarias de Eskilstuna
- Kent, bandas de rock.
- Pain of Salvation, banda de metal progresivo